# Crkva sv. Dizme u Zagrebu
Kapela sv. Dizme sakralna je građevina smještena u užem centru Zagreba na Novoj Vesi. sagrađena 1706. godine. Nalazila se na rubu sjevernih gradskih vrata i izvan zidina nekadašnjeg Kaptola, na mjestu gdje su se izvršavala pogubljena, te je kao kapelica bila posvećena dobrom razbojniku Dizmi, kako bi se osuđenici na smrt prije pogubljena pokajali za svoje grijehe.

## Povijest
Kapelica sv. Dizme sagrađena je 1706. izvan gradskih zidina Kaptola, urbanog zagrebačkog naselja, na križanju ulice Nova Ves sa Zvonarničkom ulicom. Kapelica je površine 56 metara četvornih te se u crkvenom oltaru nalaze pohranjene relikvije.[nedostaje izvor] Među relikvijama je i ostatak križa na kojem je umro sv. Dizma, koji se nakon križarskih ratova (kao i brojne druge relikvije) pojavio u Europi. U vitrini crkvice također se nalaze pohranjene sandale Majke Tereze, koje je na svom putovanju tijekom dodjele Nobelove nagrade za mir 1979. ostavila za kratkog posjeta Zagrebu.
U razdoblju od 2002. do 2010. godine, crkva sv. Dizme prošla je temeljitu rekonstrukciju i arheološka istraživanja, koja su otkrila nekoliko vrijednih predmeta koji se danas čuvaju u Muzeju grada Zagreba.
Jedna je od rijetkih sakralnih građevina posvećenih tome svecu. Osim nje postoje i crkva sv. Dizme sagrađena u lipnju 2019. u mjestu San Lazarro di Savena kraj Bologne u Italiji, zatim Crkva sv. Dizme koju su 1894. sagradili zatvorenici  kaznionice u Kingstonu, u kanadskoj provinciji Ontario, te Crkva sv. Dizme Dobrog lopova sagrađenu 1941. u naselju Dannemora u okrugu Clinton u saveznoj državi New York u Sjedinjenim Američkim Državama.

## Galerija
- Pogled na bočnu stranu kapele
- Prednje pročelje kapele
- Unutrašnjost kapele sv. Dizme